# Rua Jerônimo Monteiro, 8
O Edifício na Rua Jerônimo Monteiro nº 8, em Santa Leopoldina, é um bem cultural tombado pelo Conselho Estadual de Cultura do Espírito Santo, inscrição no Livro do Tombo Histórico sob o nº 32 a 68, folhas 4v a 7v. 

## Importância
No livro "Arquitetura: Patrimônio Cultural do Espírito Santo", publicado pela Secretaria de Cultura do Espírito Santo em 2009, o edifício é descrito como uma "casa de porão alto isolada no terreno" e datado no começo do século passado. Faz parte de um conjunto de casas na mesma rua, em Santa Leopoldina, construídas no primeiro quarto do século XX. Sua descrição é: "Muito comum em construções desse tipo, a residência mantém a tradicional posição frontal à rua, dela se afastando por meio de um pequeno jardim delimitado por muro baixo. Associada a essa situação urbana, e com a perspectiva de solucionar o desnível entre o piso da habitação e o passeio, uma estreita escada ascende a varanda lateral, onde se situa a porta de entrada, protegida por cobertura acrescida à construção. Arquitetonicamente, a casa é um volume regular, encoberto por dois planos de água unidos pela elevada cumeeira da empena, e modelado com simplicidade por uma equilibrada disposição das janelas. Essas, particularmente as da frente, abertas para a rua, apresentam dimensões avantajadas, oferecendo amplas possibilidades de arejamento e iluminação. Em número de três, as elevadas janelas, executadas em madeira com veneziana e caixilho de vidro, protegem a intimidade de seus moradores. Mas, além de uma resposta a requerimentos de ordem técnica, as janelas são modeladas em perfil marcado por friso de relevo discreto. Complementando a ornamentação e amenizando o acento vertical da fachada, um par de molduras de traçado retilíneo percorre horizontalmente a fachada, sobrepondo-se aos falsos pilares posicionados em suas arestas laterais. Contemporâneo à abertura da rua Jerônimo Monteiro, junto com outras edificações da mesma rua, o edifício é um marco da expansão urbana de Santa Leopoldina".

## Tombamento
O edifício foi objeto de um tombamento de patrimônio cultural pelo Conselho Estadual de Cultura, de número 05, em 30 de julho de 1983, Inscr. nº 32 a 68, folhas 4v a 7v. O processo de tombamento inclui quase quarenta imóveis históricos de Santa Leopoldina.
O tombamento desse edifício e outros bens culturais de Santa Leopoldina foi principalmente decorrente da resolução número 01 de 1983, em que foram aprovadas normas sobre o tombamento de bens de domínio privado, pertencentes a pessoas naturais ou jurídicas, inclusive ordens ou instituições religiosas, e de domínio público, pertencentes ao Estado e Municípios, no Espírito Santo. Nessa norma foi estabelecido que, entre outros pontos:
- "O tombamento de bens se inicia por deliberação do CEC “ex-offício”, ou por provocação do proprietário ou de qualquer pessoa, natural ou jurídica, e será precedido, obrigatoriamente, de processo", ponto 3;
- "Em se tratando de bem(s) pertencente(s) a particular(es), cujo tombamento tenha caráter compulsório, e aprovado o tombamento, o Presidente do CEC expedirá a notificação de que trata o artigo 5°. I do Decreto n° 636-N, de 28.02.75, ao interessado que terá o prazo de 15(quinze) dias, a contar do seu recebimento, para anuir ou impugnar o tombamento", ponto 12.[3]

As resoluções tiveram como motivador a preservação histórico-cultural de Santa Leopoldina contra a especulação imobiliária, que levou à destruição de bens culturais à época.

## Localização
Atualmente, o edifício está no número 1051 da mesma rua.